# Gamma Microscopii
Désignations
Gamma Microscopii (γ Mic / γ Microscopii) est l'étoile la plus brillante de la constellation australe du Microscope. Sa magnitude apparente est de 4,65. D'après la mesure de sa parallaxe annuelle par le satellite Hipparcos, l'étoile est située à environ 229 années-lumière de la Terre. Elle s'éloigne du Système solaire à une vitesse radiale de +17 km/s.
Gamma Microscopii est une géante jaune évoluée de type spectral G8III. C'est une géante du red clump, ce qui indique qu'elle génère son énergie par la fusion de l'hélium dans son noyau. L'étoile est environ 2,8 fois plus massive que le Soleil et son rayon est 9,5 fois plus grand que le rayon solaire. Elle est autour de 60,5 fois plus lumineuse que le Soleil et sa température de surface est de 5 227 K.
Gamma Microscopii possède un faible compagnon recensé dans les catalogues d'étoiles doubles et multiples. Désignée composante B, il s'agit d'une étoile de magnitude 13,7 qui était située à une distance angulaire de 26,8 secondes d'arc et à un angle de position de 95° de Gamma Microscopii en 2015. Ce compagnon apparaît être purement optique.
John Flamsteed incluait l'étoile dans la constellation voisine du Poisson austral et elle a ainsi reçu la désignation de Flamsteed 1 Piscis Austrini. Sa désignation de Bayer Gamma Microscopii lui a été donnée ultérieurement par Nicolas-Louis de Lacaille lorsqu'il a créé la constellation du Microscope en 1756.